# Sukasari (Cilaku)
Sukasari is een bestuurslaag in het regentschap Cianjur van de provincie West-Java, Indonesië. Sukasari telt 13.147 inwoners (volkstelling 2010).